# Paranisentomon krybetes
Paranisentomon krybetes är en urinsektsart som beskrevs av Zhang och Yin 1984. Paranisentomon krybetes ingår i släktet Paranisentomon och familjen trakétrevfotingar. Inga underarter finns listade i Catalogue of Life.